# Света Троица (Сихов)
Църквата „Света Троица“ е дървена гръкокатолическа църква в район Сихов на град Лвов (Украйна). Архитектурен паметник.

## История
Църквата е построена през 1654 г. През 1683 г. централният корпус на храма е изрисуван от лвовски майстори. През 1870-те години към църквата е добавен нартекс, а основата е укрепена. По време на реставрацията през 1932 г. камбанарията над бабинеца е демонтирана. През 1971 г. храмът е покрит с гонт.
Енорията обхващала селата Сихов и Козелники.

## Вътрешни стенописи
Стенописите на църквата датират от 1683 г. Във флорален орнамент са включени изображения на трима свети воини: Теодор Тиронски, Георги Победоносец и Димитър Солунски. Подборът от светци съответства на времето, през което са създадени стенописите. Воините са облечени в доспехи, в ръцете им има копия и щитове. Вътрешността на храма е украсена и с други библейски сцени: сцени на Страстите Христови, Светата Троица, спасението на Йона от корема на кита. Куполът на храма е украсен с изображение на Христос Пантократор.
Малкият иконостас е по-нов в сравнение със стенописите (стилът му е от 17 – 18 век).